# Флотація крупнозернистого мінералу
Флотація крупнозернистого мінералу (англ. coarsegrained material flotation; нім. Flotation f von grobkörnigem Mineral) — спосіб флотаційного збагачення, що дозволяє вилучати корисні копалини при грубому подрібненні руди.

## При пінній флотації
При пінній флотації існує верхня межа крупності флотованих частинок, якщо вона буде перевищена, то флотація цих частинок не відбудеться. Максимальний розмір частинок при флотації руд складає 0,2–0,3 мм, вугілля і самородної сірки — 1–2 мм. При збільшенні розмірів флотованих частинок виникає своєрідне протиріччя: міцність злипання частинок із бульбашками зростає пропорційно розміру частинки в першій степені, а сили, що відривають її від бульбашки — пропорційно розміру частинки в третій степені. У результаті виникає визначена межа розмірів частинок, вище якої вони не здатні утриматися на бульбашці при флотації. Для флотації крупних частинок необхідні такі умови: — максимальна гідрофобізація поверхні крупних частинок завдяки застосуванню підвищених витрат активних збирачів; — додавання у пульпу практично нерозчинних (аполярних) реагентів, які підвищують міцність закріплення частинок на бульбашках; — застосування підвищеної аерації пульпи з метою створення умов для групової флотації крупних частинок декількома бульбашками. При цьому збільшення аерації пульпи не має супроводжуватись сильним її перемішуванням; — створення спокійних висхідних потоків пульпи в середній зоні флотаційної машини, що полегшить підйом у піну крупних частинок і зменшить до мінімуму інерційні сили відриву; — наявність спокійного, стійкого, але не товстого пінного шару, а також обережне видалення піни, щоб звести до мінімуму випадіння частинок із піни назад у пульпу. На верхню межу крупності флотованих частинок найбільше впливає маса частинки та інтенсивність перемішування, менше — їх змочуваність водою.

## При пінній сепарації
При пінній сепарації крупні частинки в пінному шарі утримуються краще внаслідок того, що: — при подачі пульпи на поверхню пінного шару має місце тривалий контакт крупних частинок із бульбашками, необхідний для їхнього злипання; — у піні частинки прилипають до декількох бульбашок, у результаті чого створюється розвинений трифазний контакт, на одиницю довжини (площі) якого припадає менша відривна сила; — у піні практично відсутні інерційні сили відриву, які є головною причиною поганої флотації крупних частинок. Підвищення крупності флотованих частинок має важливе значення, оскільки: — можуть бути скорочені енергетичні витрати на подрібнення, а також втрати цінних мінералів унаслідок переподрібнення; — підвищується продуктивність не тільки відділення подрібнення, але й відділень згущення, фільтрування й сушки, а таким чином зменшується вартість збагачення; — крупнозернисті концентрати кращі для подальшої переробки (напр., автоклавна плавка крупнозернистих концентратів самородної сірки здійснюється ефективніше) або вони дорожче цінуються (напр., крупні частинки графіту більше цінуються, ніж дрібні); — у деяких випадках можливе підвищення селективності та покращення технологічних показників.
Максимальна крупність флотованих частинок залежить не тільки від густини, але й від ступеня гідрофобності й форми частинок. Мінерали з високою природною гідрофобністю й малою густиною можна флотувати при більшій крупності зерен; зерна округлої форми флотуються гірше, ніж зерна лускатої форми.